# Bartosz Grabowski
Bartosz Grabowski, né le 11 avril 2000 à Toruń, est un kayakiste polonais pratiquant la course en ligne.

## Palmarès

### Championnats du monde
- 2019 à Szeged, Hongrie
  -  Médaille d'argent en K-2 200 m